# Snelrecht
Snelrecht is een juridische term voor het op korte termijn overgaan tot strafrechtelijke vervolging.
Een voordeel is dat de straf snel volgt op het delict. Een mogelijk probleem betreft de rechten van de verdediging: wat is een acceptabele tijd om een dossier voor te bereiden?

## Situatie in Nederland
Snelrecht is in Nederland een methode om minder- en meerderjarige misdadigers snel te straffen voor strafbare feiten als rijden onder invloed, bezit van verboden middelen en mishandeling.
De verdachte krijgt bij zijn aanhouding de keuze voorgelegd om binnen twee weken een door het Openbaar Ministerie bepaald geldbedrag te betalen (transactie), of om na twee maanden alsnog te verschijnen voor de rechtbank (dagvaarding). Het transactievoorstel ontvangt de verdachte onmiddellijk van de politie.
Een voordeel van deze manier van rechtspreken is dat een proces dat normaal vele malen langer zou duren nu in twee maanden afgewikkeld kan worden. Een ander voordeel is dat het slachtoffer op deze manier snel zijn eventuele schadevergoeding krijgt.
In het kader van het programma ZSM ('Zorgvuldig, Snel en op Maat') komt er een dagelijkse openstelling van het OM gedurende het gehele kalenderjaar, van 8 tot 22 uur, ook op zaterdagen, zondagen en feestdagen (7 x 14-uursdiensten).

## Situatie in België
Het "snelrecht" in België kent twee verschillende procedures: de oproeping bij proces-verbaal en de oproeping met onmiddellijke verschijning. 

### Oproeping bij proces-verbaal (art. 216quaterSv)[4]
- Het opsporingsonderzoek is snel gevoerd.
- De beklaagde is niet van zijn vrijheid beroofd.
- Beklaagde wordt in kennis gesteld door een proces-verbaal afgeleverd door de parketmagistraat dat hij wordt opgeroepen (binnen de twee maanden) om zich te melden bij de rechtbank. Deze kennisgeving telt als dagvaarding.
- Slachtoffers kunnen zich later probleemloos burgerlijke partij stellen, aangezien ze misschien niet op de hoogte waren van de versnelde procedure.

Deze vorm van "snelrecht" wordt gebruikt als antwoord op (kleine) stadscriminaliteit. In 2009 vroeg de toenmalige minister van Justitie Stefaan De Clerck extra aandacht voor deze procedure na de onlusten in Sint-Jans-Molenbeek en later ook in de Anderlechtse wijk Kuregem. Ook het Brusselse openbaar ministerie was vragende partij voor meer mensen en middelen om deze procedure in de praktijk te realiseren.
In 2009 zijn er in België 1.160 personen gedagvaard via een oproeping bij proces-verbaal. In 2010 lag dit aantal op 1.797 personen.
Om deze betekening in de praktijk vlotter te laten verlopen heeft het College van procureurs-generaal via zijn omzendbrief 18/2010 als richtlijn gegeven dat de dagvaarding ook door een politieambtenaar kan gebeuren, conform art 645 Sv. 

### Oproeping met onmiddellijke verschijning (art. 216quinquiesSv)[7]
- Het opsporingsonderzoek is snel gevoerd
- Beklaagde is wel van zijn vrijheid beroofd

Op 28 maart 2002 heeft het Grondwettelijk Hof verschillende bepalingen van de wet van 28 maart 2000 vernietigd, na toetsing met artikel 10 en 11 van de Grondwet. Sedertdien is deze procedure onbruikbaar geworden en is ze uitgedoofd. 
Na een eerdere poging in 2018 om de wet te herstellen , is er in januari 2024 op aangeven van de regering een wetsontwerp goedgekeurd die deze snelrechtprocedure nieuw leven moet inblazen.
- Instemming van de verdachte is vereist.
- Verschijning tussen de 5 en 15 dagen voor het vonnisgerecht.